# مسابقات فرمول یک فصل ۱۹۷۵
مسابقات فرمول یک فصل ۱۹۷۵ در سال ۱۹۷۵ میلادی برگزار شد. در این مسابقات نیکی لائودا (به انگلیسی: Niki Lauda) از تیم اسکودریا فراری و با خودروی فراری به قهرمانی رسید وی که در آغاز مسابقه در خط ۹ قرار داشت، بهترین زمان خود را در دور ۲ به دست آورد و در مجموع صاحب ۶۴٫۵ امتیاز شد.